# Garron Palmer
Garron Palmer (* 19. August 1984) ist ein jamaikanischer Badmintonspieler. 

## Karriere
Garron Palmer nahm 2010 im Badminton an den Zentralamerika- und Karibikspielen teil. Er wurde dabei im Herrendoppel mit Gareth Henry Dritter. Im Mixed mit Alya Lewis gewann er Gold und in der Herrenteamwertung Silber. Bei den nationalen jamaikanischen Meisterschaften erkämpfte er sich 2007 Gold im gemischten Doppel mit Tracy Morgan.

## Sportliche Erfolge
| Saison | Veranstaltung                     | Disziplin        | Platz | Name                         |
| ------ | --------------------------------- | ---------------- | ----- | ---------------------------- |
| 2007   | Jamaikanische Meisterschaft       | Mixed            | 1     | Garron Palmer / Tracy Morgan |
| 2010   | Zentralamerika- und Karibikspiele | Herrendoppel     | 3     | Gareth Henry / Garron Palmer |
| 2010   | Zentralamerika- und Karibikspiele | Herrenmannschaft | 2     | Jamaika                      |
| 2010   | Zentralamerika- und Karibikspiele | Mixed            | 1     | Garron Palmer / Alya Lewis   |
| 2014   | Carebaco-Meisterschaft            | Herrendoppel     | 1     | Gareth Henry / Garron Palmer |